# Jordy Graat
Jordy Graat is een Nederlandse radio- en televisiepresentator.

## Biografie
Graat rondde in 2012 zijn studie communicatie aan de Fontys Hogescholen af. Hij begon in 2010 als stagiaire bij Omroep Brabant en bleef daar na de studie werken. Bij de zender is hij het gezicht is van de Brabantse carnaval door programma's als Drie Uurkes Vurraf en een copresentatie van het programma Fijnfisjenie Café met Christel de Laat. Daarnaast presenteert Graat ook de Brabantsedag.
Op de radio van Omroep Brabant had Graat een middagprogramma onder de naam Jordy Draait Door. Daarnaast heeft hij een programma Graat & De Laat, samen met Christel de Laat. Sinds 10 juni 2024 maakt hij – in plaats van zijn middagprogramma – in de vroege ochtend het programma KEIgoeiemorgen, samen met Mark Versteden en Caroline van der Eerden.
Sinds 2016 is Graat onderdeel van het dj-duo Lampegastuh samen met Gert-Jan van der Zee. In 2016 won het duo de Party Award voor Best Opkomende Party Act. Hij draait hiernaast ook als solo-dj.
Met Rob Kemps maakt hij sinds 2020 de podcast Groeten Uit Het Zuiden waarin zij wekelijks de activiteiten binnen hun eigen levens bespreken en de actualiteiten op ludieke en komische wijze doornemen.
Sinds 2019 is Graat ook veldspeaker bij PSV Eindhoven, waarbij hij het publiek informeert bij doelpunten en vooraf de opstelling bekendmaakt.